# Подлатчиков, Сергей Васильевич

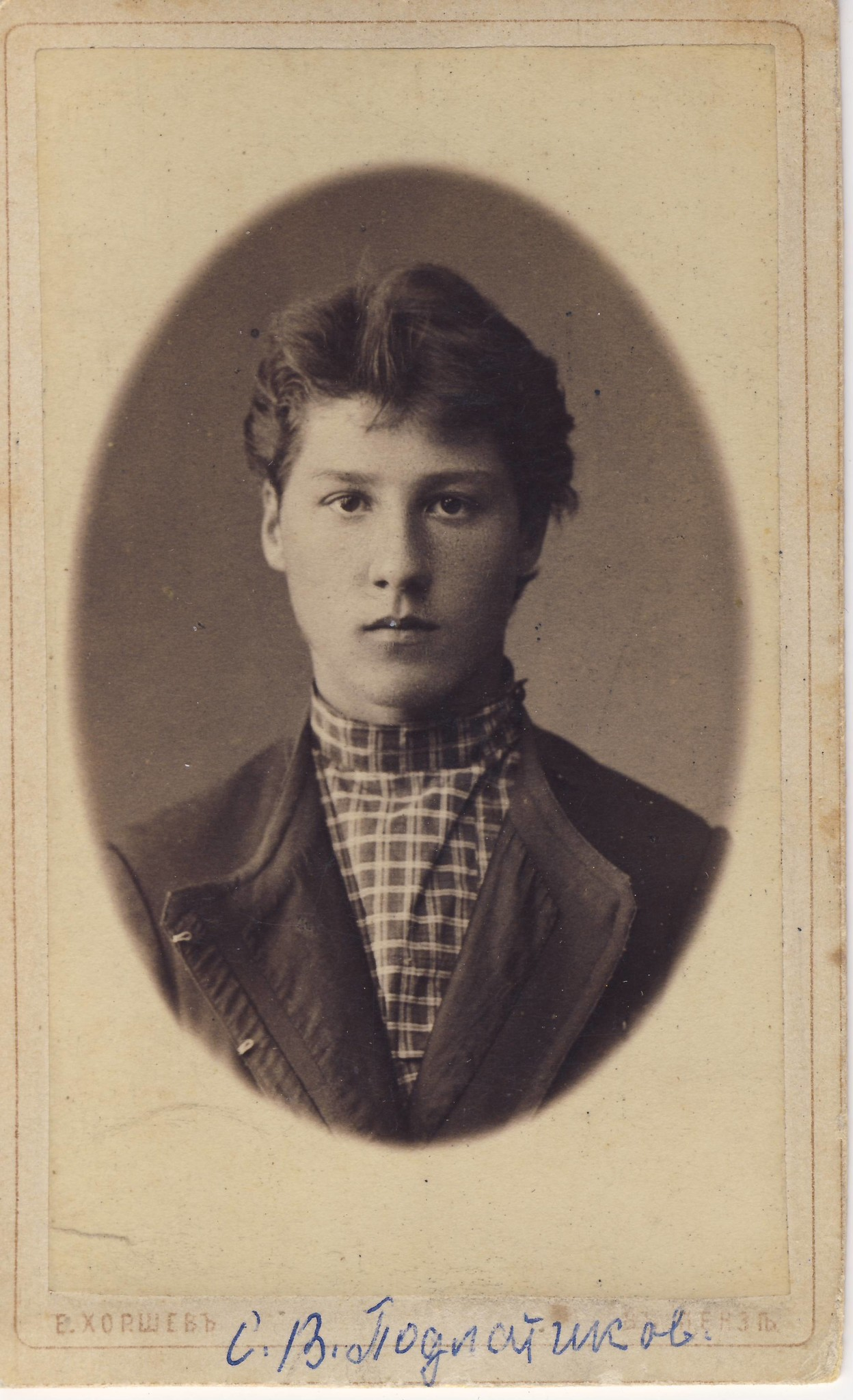

Подлатчиков, Сергей Васильевич (15 мая 1870 — 26 дек. 1973, Брюссель) — полковник. Окончил Казанское военное училище. Службу начал в 1892 г. в 160-м пехотном Абхазском полку. В Первую мировую войну командовал 182-м Лидским полком. До 1917г. семья Сергея Васильевича (сыновья Николай и Георгий, дочь Вера) жила в Пскове, где он до 1914 года командовал полком. По некоторым данным революционные события застали Сергея Васильевича во Франции, откуда он вернулся для участия в Гражданской войне. В 1916-1917 его сыновья Николай и Георгий, учились в Петрограде юнкерских училищах, В Гражданскую войну Сергей Васильевич — в Белой армии, в штабе 5-й Кавказской дивизии. В эмиграции жил под Парижем, как многие офицеры, работал на простых «непрестижных» работах , работал садовником. После Второй мировой войны создал в Антверпене Российское национальное объединение (Р.Н.О.) и был председателем Антверпенского отдела. Был устроен в Инвалидный дом, а после его закрытия — в Дом для престарелых, управляемый госпожой Марией Фаллон. Почетный член Р.Н.О. Скончался в возрасте 103 лет.